# Fratelli Niland

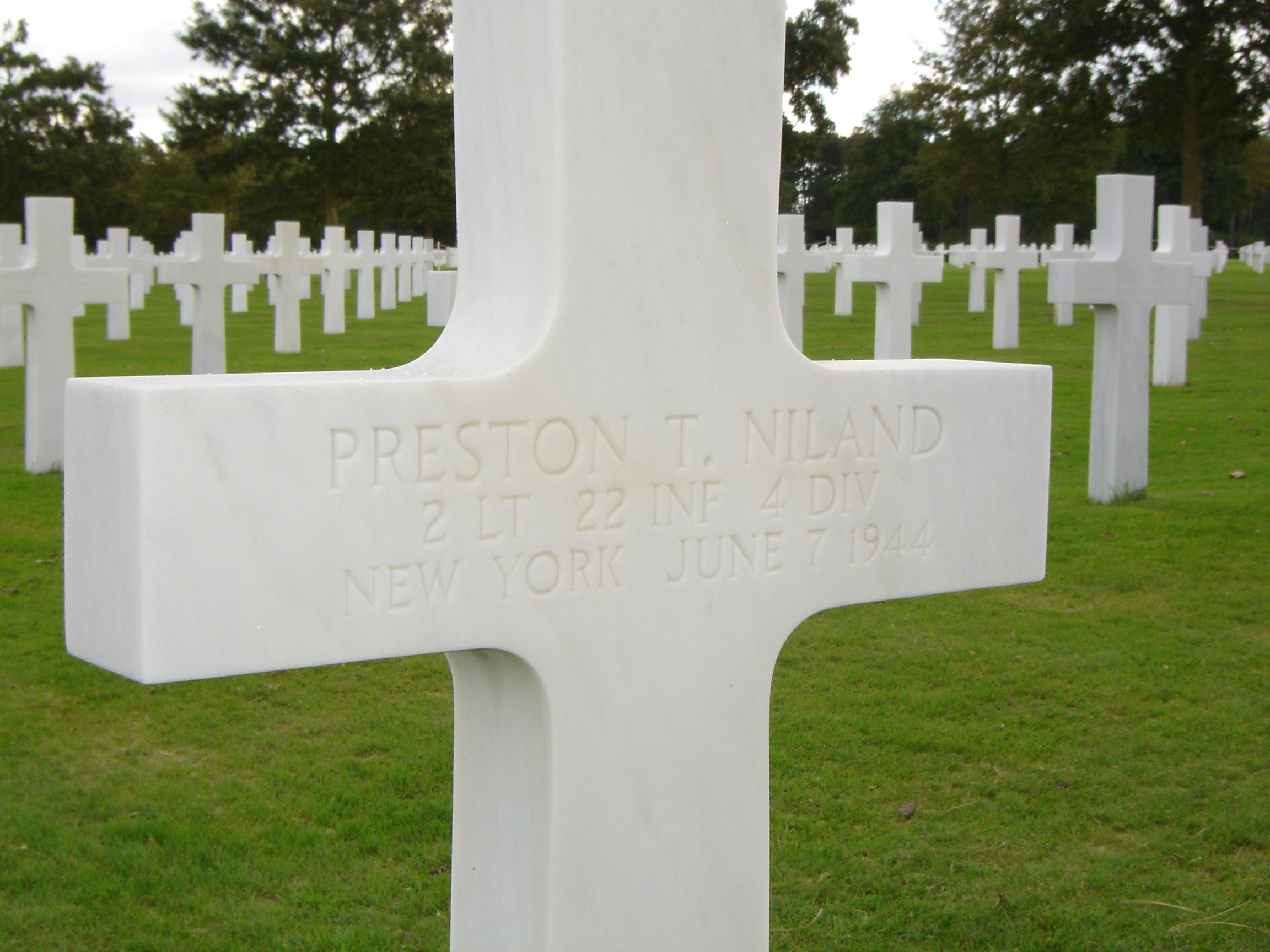
Tomba di Preston T. Niland al Cimitero statunitense vicino Colleville-sur-Mer in Normandia, Francia.

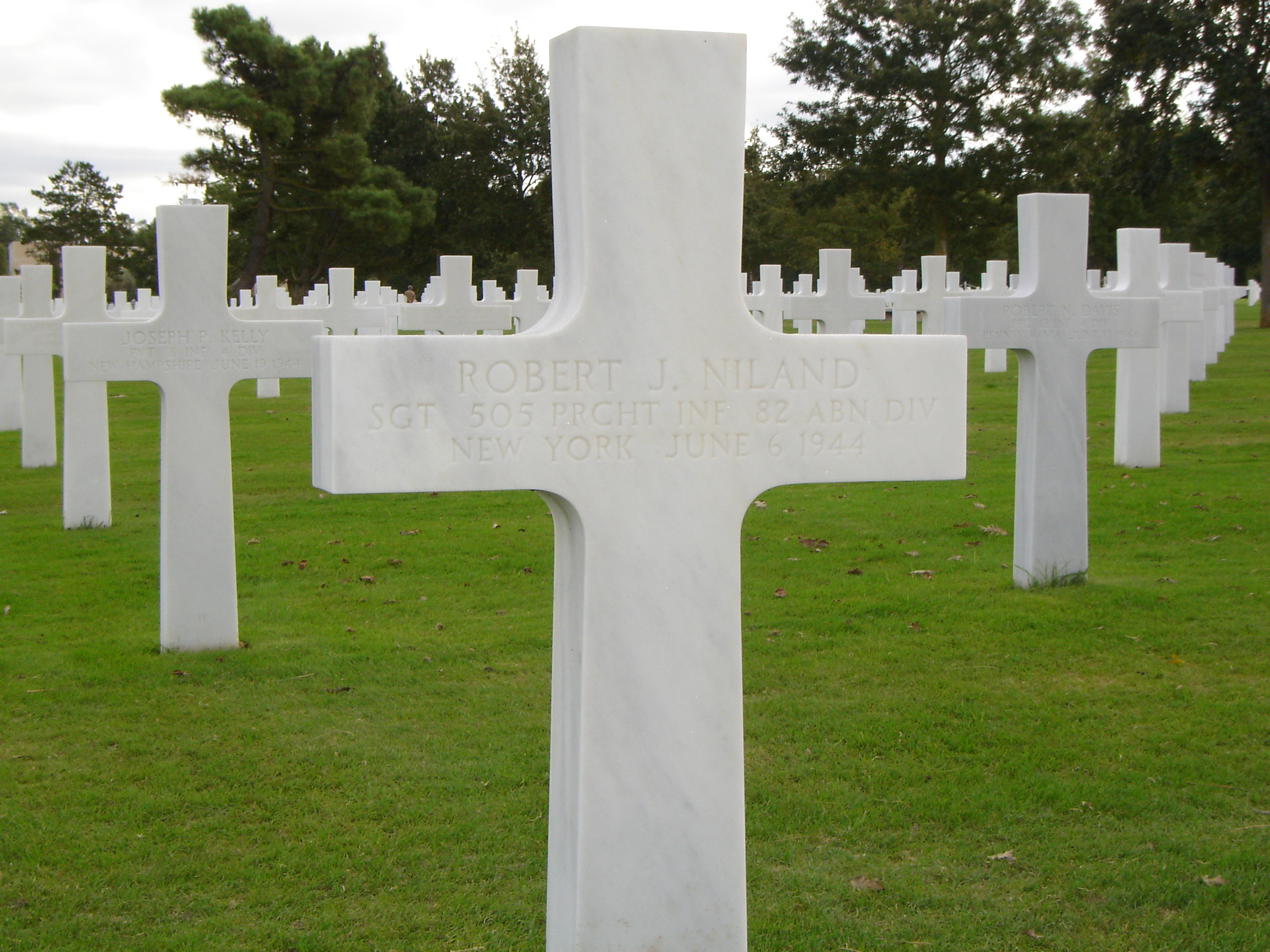
Tomba di Robert J. Niland, situata accanto a quella del fratello Preston nel cimitero statunitense.

I fratelli Niland erano quattro fratelli statunitensi, di origine irlandese, della città di Tonawanda, che prestarono tutti servizio militare durante la seconda guerra mondiale. Di essi, sopravvissero in due, ma all'epoca si credette che solo uno fosse stato risparmiato dalla guerra, Frederick "Fritz" Niland. Dopo la notizia della morte dei suoi tre fratelli, Fritz venne fatto ritornare negli Stati Uniti e solo dopo apprese che suo fratello Edward, disperso e presunto morto, era invece prigioniero di guerra in un campo giapponese in Birmania.
Steven Spielberg, nel 1998, realizzò il film Salvate il soldato Ryan basandosi vagamente sulla storia dei quattro fratelli. Il film aggiunge alcuni particolari che non appaiono nella storia originale: non ci fu una missione di recupero attraverso le linee nemiche, Niland non era un soldato semplice ma un sergente, sua madre probabilmente non ricevette la visita degli uomini del ministero della difesa.

## I fratelli
- Sergente Frederick "Fritz" Niland (23 aprile 1920 - 1º dicembre 1983),[2] Compagnia H, 501º Reggimento di fanteria, 101ª Divisione aviotrasportata. Fritz era amico intimo di Warren Muck e Donald Malarkey, della Compagnia E, 506º Reggimento di fanteria, 101ª Divisione aviotrasportata ("Easy Company"), entrambi presentati nella miniserie televisiva del 2001 su HBO Band of Brothers. Fritz combatté nel 501º nei primi giorni della campagna di Normandia. Diversi giorni dopo il D-Day, Fritz Niland andò a trovare suo fratello Bob appartenente all'82ª Divisione aviotrasportata (anch'essa paracadutata in Normandia) ma gli fu detto che suo fratello era stato ucciso durante il D-Day. Il plotone di Bob era stato accerchiato e lui aveva usato una mitragliatrice colpendo i tedeschi con un fuoco di disturbo fin quando il plotone non aveva rotto l'accerchiamento. Aveva sparato diverse casse di munizioni prima di essere ucciso. Poi Fritz si era fatto dare un passaggio fino alle posizioni della 4ª Divisione di fanteria per andare a trovare un altro fratello che era comandante di plotone. Anche lui era stato ucciso durante il D-Day, precisamente a Utah Beach. Quando Fritz tornò alla sua unità (la Compagnia H, 501º Reggimento di fanteria paracadutista), padre Francis Sampson, il cappellano militare, lo stava cercando per comunicargli che un terzo fratello, pilota nel teatro di operazioni asiatico, era stato ucciso la stessa settimana. Secondo la "Sole Survivor Policy" del ministero della difesa statunitense, promulgata a seguito della morte dei cinque fratelli Sullivan sulla stessa nave, Sampson organizzò il rimpatrio del soldato, passando attraverso la Gran Bretagna, dai genitori negli Stati Uniti, a Tonawanda. Qui continuò a prestare servizio nella MP a New York fino alla fine della guerra. Fritz venne insignito della Bronze Star per il suo servizio.[2] Questa storia è narrata nel libro di Stephen Ambrose, Band of Brothers.[3] Fritz morì nel 1983 a San Francisco all'età di 63 anni.[2] Il film Salvate il soldato Ryan è vagamente basato su Fritz Niland.[1]

- Sergente Robert "Bob" Niland (1919 - 6 giugno 1944),[2] 25, Compagnia D, 505º Reggimento di fanteria paracadutisti, 82ª Divisione aviotrasportata. Ucciso in azione il 6 giugno 1944 in Normandia. Si era offerto volontario per stare con altri due suoi commilitoni a tenere a bada un'avanguardia tedesca, mentre la sua compagnia si era ritirata da Neuville-au-Plain. Venne ucciso mentre azionava la sua mitragliatrice; gli altri due uomini sono sopravvissuti.

- Tenente Preston Niland (1915 - 7 giugno 1944),[2] 29, 22º Reggimento di fanteria, 4ª Divisione di fanteria. Venne ucciso in azione il 7 giugno 1944 in Normandia, vicino Utah Beach.

- Sergente Edward Niland (22 dicembre 1912 - febbraio 1984),[2] U.S. Army Air Forces. Inizialmente creduto morto in Oriente, si rivelò in realtà prigioniero e tornò a casa alla fine del conflitto. Francis Sampson scrisse un libro sulla storia di Niland e della 101ª Divisione nel 1958, intitolato Look Out Below! Imprigionato in un campo giapponese in Birmania, era stato catturato il 16 maggio 1944 e venne liberato il 4 maggio 1945.[2][4] Edward si era lanciato con il paracadute dal B-25 Mitchell[5] e vagò per le giungle della Birmania prima di essere catturato; fu tenuto prigioniero per un anno, venendo liberato nel maggio del 1945. Edward visse poi a Tonawanda, fino alla sua morte nel 1984, all'età di 72 anni.[2]